# 仙蟲科
仙蟲科也被稱為剛毛蟲、鋼毛蟲、海毛蟲，是一類海洋多毛綱動物，其中許多物種的剛毛由碳酸鹽礦化而成。仙蟲科最為人知的成員是黃海毛蟲，若被觸碰或踩到帶有神經毒素覆蓋的剛毛，會引起劇烈疼痛。

## Complanine
Complanine是一種從海毛蟲扁猶帝蟲（Eurythoe complanata）中分離出的四級銨鹽。與皮膚或黏膜接觸時，會引起發炎反應。
早先的研究已經發現，接觸剛毛蟲時會導致其釋放某種化學物質，該物質能引起海洋掠食者和哺乳動物（包括人類）皮膚發炎。Complanine是第一個從剛毛蟲中分離出的具有這種效果的化合物。研究推測，這種化合物的功能是用來阻止掠食者攻擊剛毛蟲。